# The Legend of Bagger Vance
The Legend of Bagger Vance (bra: Lendas da Vida; prt: A Lenda de Bagger Vance) é um filme estadunidense de 2000, do gênero comédia dramático-romântico-fantástica, dirigido por Robert Redford, com roteiro de Jeremy Leven baseado no romance homônimo de Steven Pressfield, que transporta a história do Bhagavad Gita para o mundo da década de 1920 na Geórgia (Estados Unidos). 

## Sinopse
Um promissor jogador de golfe perde a destreza após viver amargas experiências na Primeira Guerra Mundial. Considerado anteriormente um dos maiores desportistas de Savannah, era noivo da rica herdeira de uma fortuna. Quando retorna da guerra, porém, mergulha no alcoolismo e acaba perdendo tanto o golfe quanto Adele. Quando lhe dão a chance de se redimir competindo num torneio de celebridades, ele primeiro precisa redescobrir sua técnica e autoestima.

## Elenco
- Will Smith — Bagger Vance
- Matt Damon — Rannulph Junuh (“R. Junuh”)
- Charlize Theron — Adele Invergordon
- Bruce McGill — Walter Hagen
- Joel Gretsch — Bobby Jones
- J. Michael Moncrief — Hardy Greaves
- Lane Smith — Grantland Rice
- Jack Lemmon — O velho Hardy Greaves

## Trilha sonora
A trilha  sonora de A Lenda de Bagger Vance foi liberada em sete de Novembro de 2000. Ela foi escrita por Rachel Portman; exceto pelas trilha um (“My Best Wishes”), treze (“Bluin’ the Blues”) e quatorze (“Mood Indigo”), que foram escritas por Thomas Wright “Fats” Waller, Joseph “Muggsy” Spanier e Edward Kennedy “Duke” Ellington, respectivamente. Toda trilha:
1. My Best Wishes (2:27)
2. The Legend of Bagger Vance (2:11)
3. Savannah Needs a Hero (4:53)
4. Bagger Offers to Caddy for Junuh (4:07)
5. Bagger & Hardy Measure the Course at Night (2:32)
6. The Day of the Match Dawns (3:07)
7. Birdie (1:46)
8. Junuh Sees the Field (5:11)
9. Hole in One (2:30)
10. Junuh Comes Out of the Woods (3:55)
11. Bagger Leaves (3:12)
12. Old Hardy Joins Bagger by the Sea (5:50)
13. Bluin’ the Blues (2:27)
14. Mood Indigo (3:07)